# Rychlý portrét
Rychlý portrét se používá při portrétování osob mimo ateliér, kdy je portrét limitován časově a má sloužit zároveň i k pobavení publika. Používá se zpravidla technika kresby uhlem. Rychlý portrét není karikatura. Může sice zdůraznit některé rysy obličeje, ale prvotní je snaha vyjádřit podobu. Časová limitace neumožňuje vykreslit všechny detaily, velmi zkratkovitě je naznačeno oblečení. Někdy se používá i termín rychloportrét a má se tím na mysli portrét vyhotovený během 10 až 20 minut.